# Pastorale (araldica)
In araldica il pastorale può comparire sia nello scudo che accollato ad esso.
Il pastorale compare nello scudo, in genere, per indicare la dignità vescovile o in generale una dignità ecclesiastica; come tale, compare in molti stemmi civici di città sedi vescovili.
Quando è accollato allo scudo indica il grado della carica prelatizia dell'ecclesiastico che lo porta.
Il vescovo accolla il pastorale d'oro in palo sulla sinistra dello scudo. 
L'abate secolare, l'abate regolare e l'abadessa accollano il pastorale d'argento, mentre il priore e la priora usano il bastone pastorale, simile al bordone, posto in palo dietro lo scudo.

## Esempi

Pastorale d'oro, posto in palo (stemma di Weidenthal, Germania)
Pastorale d'oro (Abtwil, Svizzera)
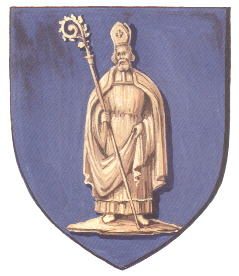
San Remigio con il pastorale (Baarle-Hertog, Belgio)
Pastorale d'oro, attraversante sull'inquartato (Provincia di Bari)
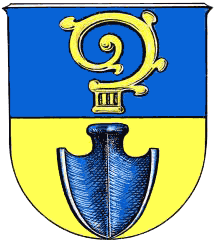
Ferro di vanga e testa di pastorale (Bischofferode, Germania)
Bastone pastorale e spada in decusse (Elsoff, Germania)
Pastorale stilizzato rivoltato di rosso (Canton Basilea Campagna, Svizzera)
Pastorale stilizzato di nero (Canton Basilea Città, Svizzera)
Burellato d'oro e di nero di otto pezzi, al pastorale di rosso attraversante (Morizécourt, Francia)